# Nationalisme gallois
Le nationalisme gallois consiste dans le projet de défense de l'identité du Pays de Galles, de la culture et de la langue galloise. Ses revendications vont de l'autonomisme, visant à obtenir des pouvoirs accrus pour l'Assemblée nationale du pays de Galles et le gouvernement gallois, à l'indépendantisme, défendu notamment par le parti Plaid Cymru. D'abord très marginal à la fondation de ce dernier en 1925, le nationalisme gallois a progressivement gagné en influence dans la société galloise. Il est parvenu à un réel renouveau de la langue galloise et à la création d'une Assemblée nationale du pays de Galles. Toutefois, le nationalisme gallois reste un mouvement politique largement minoritaire, par comparaison notamment avec la situation en Écosse.

## Histoire

Le drapeau gallois.

Le nationalisme gallois connaît ses origines au XIXe siècle dans le contexte de la montée générale des nationalismes en Europe mais il reste un mouvement très marginal. À partir des années 1920, il commence à se structurer politiquement avec la création du Plaid Cymru en 1925. Ce parti, d'abord autonomiste, se distingue par sa défense farouche du gallois qui est le principal élément de l'identité nationale galloise. Cette opposition, parfois virulente à l'anglais, est une différence assez marquante avec le nationalisme écossais moins porté sur la défense des spécificités linguistiques de l'Écosse. À l'époque, le nationalisme gallois est conservateur et défend l'idéal d'un pays de Galles rural et monarchiste. En cela, le nationalisme s'oppose au développement du socialisme qui séduit bien plus l'électorat ouvrier du sud du pays de Galles, très industriel. Encore aujourd'hui, le nationalisme gallois fait ses meilleurs scores dans les régions du nord-ouest où la langue galloise est la plus pratiquée, tandis que le sud du pays de Galles est plus marqué par l'influence de l'anglais.
Jusqu'aux années 1960, le nationalisme gallois est un mouvement marginal qui peine à séduire en dehors d'un milieu restreint de partisans de l'autonomie voire de l'indépendance de la région. Il commence à se développer dans les années 1960 pour plusieurs raisons. Tout d'abord, le Plaid Cymru bascule à gauche et séduit une partie des électeurs du parti travailliste. En outre, si la défense du gallois reste un élément fondamental du programme nationaliste, elle ne s'oppose plus aussi frontalement à l'anglais et le bilinguisme devient la norme promue par les nationalistes. Dès lors, les unilingues anglophones se sentent moins rejetés par le nationalisme gallois.
Malgré des succès électoraux certains (le Plaid Cymru dépasse les 10 % des voix dans le pays de Galles lors des élections générales britanniques depuis 1970), le nationalisme gallois reste plus marginal que le nationalisme écossais. Le principe d'une indépendance du pays de Galles est peu soutenu par la population et ne séduit jamais plus de 10 % des électeurs. Toutefois, le nationalisme gallois a obtenu plusieurs succès comme le renouveau certain de la langue galloise, massivement enseignée dans les écoles mais aussi la création d'une Assemblée nationale du pays de Galles grâce à une courte majorité lors du référendum de 1997 qui fait suite à l'échec des nationalistes lors du référendum de 1979 (rejet de la dévolution par 80 % des électeurs).

## Implantation dans la société galloise
Si le nationalisme gallois est parvenu à un certain renouveau culturel, c'est un mouvement qui connaît moins de succès que le nationalisme écossais porté par le SNP. Cela s'explique pour plusieurs raisons. Tout d'abord, le pays de Galles a été incorporé plus précocement dans le Royaume-Uni en 1536 alors que l'Écosse n'en devient une composante qu'en 1707. En outre, le pays de Galles a longtemps été régi par le même système politique et juridique que l'Angleterre. Les deux régions ont des contacts plus étroits, notamment sur le littoral sud du pays de Galles où l'anglais est largement prédominant et 80 000 Gallois travaillent en Angleterre. La stratégie de promotion du gallois par le Plaid Cymru a aussi eu des effets pervers comme celui d'opposer le nord et l'ouest du pays de Galles, où cette langue est plus vivace avec le reste du territoire où la population ne parle souvent que l'anglais. Économiquement, le pays de Galles est dans une situation de plus grande dépendance économique envers l'Angleterre, ce qui rend l'idée d'indépendance moins crédible.